# دولنه پوله (استان ماسوویان)
دولنه پوله (به لهستانی:  Dolne Pole) یک روستا در لهستان است که در گمینا سوکوووف پودلاسکی واقع شده‌است.